# Hyponerita tipolis
Hyponerita tipolis là một loài bướm đêm thuộc phân họ Arctiinae, họ Erebidae.